# Острів Сидорова (Японське море)
О́стрів Си́дорова (рос. Остров Сидорова) — невеликий острів у затоці Петра Великого Японського моря. Знаходиться за 330 м на південний схід від півострова Янковського при вході до Слов'янської затоки, між материком та островом Герасимова. Адміністративно належить до Хасанського району Приморського краю Росії.

## Географія
Острів видовженої форми із заході на схід, довжина 420 м, максимальна ширина 190 м. Береги високі, скелясті та зарослі чагарниками. Сам же острів вкритий широколистими лісами. Обмежений надводними та підводними каменями і з'єднаний з материком рифом. Від острова Герасимова відокремлений протокою Стеніна.

## Історія
Острів досліджений та нанесений на карту експедицією підполковника корпусу флотських штурманів Василя Бабкіна в 1862–1863 роках з борту корвета «Калевала». Названий на честь штурмана корабля прапорщика І.Сидорова. Ретельно знятий експедицією підполковника А. С. Стеніна в 1886 році.